# Diskret fouriertransform
Diskret fouriertransform, på engelska discrete Fourier transform (DFT), är inom matematiken en specifik typ av diskret transform som används i fourieranalys. Den transformerar en funktion till en annan som kallas frekvensdomäns-representation, eller helt enkelt DFT, från originalfunktionen, som ofta är en funktion i tidsdomänen.